# Gestion cynégétique
La gestion cynégétique, qui est une partie de la gestion de faune sauvage, regroupe les actions, plus ou moins coordonnées, de la part ou pour le compte des chasseurs, d'une partie des espèces sauvages d'un territoire. Elle concerne souvent le grand gibier, le petit gibier et le gibier d'eau.
Elle comporte par exemple :
- l'aménagement du territoire pour favoriser une espèce (par exemple, la restauration de mares, de clairières, de boisements, haies... et autres habitats nécessaires à la survie du gibier) ;
- le nourrissage occasionnel (il s'agit généralement d'un agrainage), l'apport de sel, la mise à disposition de cultures destinées au gibier ;
- le choix raisonné des prélèvements en nombre et en qualité (âge, sexe et état de santé des animaux) ;
- des introductions ou réintroduction éventuelles (repeuplement, confortement de populations) ;
- des réserves de chasse, où les espèces peuvent se reproduire sans être poursuivies ou chassées.

## Histoire
On dispose de peu de données anciennes. Il est possible mais non certain que l'élevage et la pisciculture aient pour origine des pratiques de gestion de populations de gibier.
Des indices de pratiques de gestion existent. Ainsi, le juge J. Perrève (ancien procureur du roi) estime en 1845 que « La loi des Chinois, qui ne permet de tuer une bête que lorsqu'elle est parvenue à la grosseur ordinaire de son espèce, est tout à fait conforme aux intérêts de la reproduction du gibier et au droit naturel. On doit en dire autant de celle qui, en France, défend la pêche avec des filets dont les mailles seraient trop étroites pour laisser échapper les petits poissons. En Allemagne, il est seulement permis de tuer les mâles de certaines espèces d'animaux, et celui qui tue, notamment, la femelle du faisan est condamnée à des peines sévères. Le gibier non malfaisant pour les récoltes est une richesse pour le pays, un accessoire souvent important de la propriété ; et la faculté de chasser se loue comme la terre elle-même, quelquefois même à des prix proportionnellement supérieurs à la ferme. »

## Objectifs
Les priorités de la gestion cynégétique peuvent être variées :
- optimiser la production de gibier d'un territoire, durable et équilibrée parmi les espèces ;
- assurer la protection d'un milieu dans son ensemble en réduisant les actions extérieures sur ce milieu ou en neutralisant leur impact ;
- à l'inverse protéger les activités agricoles voire la sécurité humaine en limitant les populations de gibier à un niveau considéré comme acceptable ;
- tenir compte de l'équilibre sylvocynégétique.

## Moyens
On joue parfois sur un facteur limitant du développement de certaines espèces, pour favoriser leur développement par une intervention légère. C'est la mise à disposition de sel, de point d'eau voire de nichoirs pour les oiseaux. L'affouragement est une étape de plus. La mise en place d'agrainoirs, notamment pour l'hiver en plaine est importante pour le petit gibier. L'implantation de bandes-abris et de cultures cynégétiques est aussi considérée comme utile.
La gestion des prélèvements, par les quotas ou P.M.A. (« prélèvements maximum autorisés ») sur les espèces en équilibre précaire est considérée comme primordiale

## Difficultés, effets collatéraux imprévus
L'ONCFS constate que malgré les mesures réglementaires ou volontaires prises pour sauver l'espèce, les repeuplements tels qu'ils ont été pratiqués depuis plusieurs décennies, c'est-à-dire à partir d'animaux issus d'élevages souvent intensifs, et parfois hybridés ou importés de loin ont paradoxalement pu aggraver les problèmes de régression de certaines espèces en entretenant et accentuant des problèmes de pollution génétique. C'est notamment le cas quand ces animaux réintroduits dans les campagnes ou les forêts sont hybridés ou descendants d'hybrides issus de croisement avec des espèces non-autochtones.
Par exemple, dans le cas de la perdrix rouge, une équipe de biologistes et de gestionnaires cynégétiques (Barbanera et al. 2010) a utilisé des techniques de biologie moléculaire afin de décrire plusieurs haplotypes du génome actuel de la « perdrix rouge » à partir de spécimens échantillonnés de la Bretagne à la Crète en passant par l'Espagne et l'Italie. Ils ont ensuite pu comparer ces haplotypes contemporains avec ceux de perdrix rouges tuées avant les repeuplements (de 1856 à 1934) et empaillées et conservées dans divers musées. La comparaison a confirmé qu'en quelques décennies, le patrimoine génétique de la perdrix rouge sauvage a été significativement « pollué » (dans l'espace et dans le temps). L'ADN mitochondrial haplotype de cette espèce a subi une introgression généralisée de gènes provenant de la perdrix choukar (Alectoris chukar) uniquement pour la période moderne correspondant aux opérations de « repeuplements », et dans toute l'aire de répartition de l'espèce là où elle est encore présente. Il n'y a qu'en Corse que l'ADN mitochondrial de la perdrix rouge semblait peu introgressé par celui de la perdrix cousine, mais une « amplification aléatoire d'ADN polymorphe » (par opposition aux marqueurs microsatellites) a montré que l'ADN de l'espèce hébergeait déjà et aussi des gènes provenant d'hybrides de chukar.
En conclusion de leurs travaux, les auteurs de cette étude suggèrent que les éleveurs devraient utiliser la technique de taxonomie  moléculaire rapide et peu couteuse du « barcoding moléculaire », qui permet de caractériser génétiquement un individu ou d'un échantillon d'individu à partir d'un gène du génome mitochondrial (la cytochrome oxydase), ce qui leur permettrait (via le suivi de quelques marqueurs génétiques) de diminuer leur contribution à la pollution génétique de l'espèce. Les auteurs recommandent aussi une interdiction (qui doit être effective) de toute importation d'espèces « gibier » exotiques et/ou hybrides. La même chose a été constatée en 2007 pour la perdrix Alectoris graeca également victime via les repeuplements d'une pollution génétique issue de l'hybridation avec la perdrix chukar. Ainsi des repeuplements visant à restaurer une espèce peuvent paradoxalement contribuer à sa régression.

## La gestion cynégétique institutionnelle

### En France
La loi du 26 juillet 2000 relative à la chasse donne la responsabilité aux fédérations départementales des chasseurs d'élaborer un schéma départemental de gestion cynégétique (abrégé SDGC) « en association avec les propriétaires, les gestionnaires et les usagers des territoires concernés ».
Il existe un certificat de spécialisation agricole de technicien cynégétique formant des professionnels à ce métier.